# Referendo sobre a independência da Transnístria em 1991
A Transnístria realizou um Referendo sobre a sua independência em 1991 que ocorreu em 1 de dezembro de 1991. Naquela data, a Transnístria votou para prosseguir sua independência de facto e buscar o reconhecimento internacional como país separado e soberano e como membro da comunidade internacional. 98% dos que compareceram às urnas optaram pela separação da Moldávia.
Em números, 372.027 pessoas participaram do referendo. Destas, 363.647 pessoas votaram pela independência. Os observadores internacionais foram convidados, incluindo representantes do Departamento de Estado dos Estados Unidos. No entanto, apenas os representantes do conselho da cidade de São Petersburgo aceitaram o convite para participar. Na conclusão dos observadores, o referendo foi uma expressão da verdadeira vontade da população da Transnístria.  A Transnístria ofereceu-se para realizá-lo novamente e de fato o fez com o referendo de 2006.

## Resultado
| Alternativas               | Votos   | %     |
| -------------------------- | ------- | ----- |
| A favor                    | 363,647 | 97.75 |
| Contra                     | 8,380   | 2.25  |
|                            |         |       |
| Total                      | 372,027 | 100.0 |
| Registrados/comparecimento | 372,027 | 100.0 |